# Euqueri d'Orleans
Euqueri o Sant Euqueri (Orleans, vers 670– Darchinium, actual Sint-Truiden, Regne Franc, 20 de febrer del 743), fill de Savaric bisbe d'Auxerre, fou bisbe d'Orleans al segle viii.
De jove es va tancar a l'abadia de Jumièges a Normandia on va passar sis o set anys fent pràctiques penitencials. Quan el seu oncle, que era bisbe d'Orleans va morir, el senat local el va nomenar bisbe de la ciutat i fou consagrat el 721.
Va ser nomenat com a majordom de palau, càrrec que comportava el govern del regne. En l'exercici del càrrec, però, es va oposar a Carles Martell que havia confiscat propietats eclesiàstiques per lluitar contra els musulmans procedents d'Hispània. Després de la victòria a la batalla de Tours o Poitiers del 732, Carles va anar a Orleans i el 737 va enviar al bisbe a l'exili a Colònia.
Més tard se li va permetre de retirar-se al monestir de Darchinium o Sint-Truiden on va morir el 20 de febrer del 743 per causes naturals. Dues germanes seves foren monges.
Fou declarat sant per l'església catòlica en data incerta.